# Zuoli
Zuoli är en köpinghuvudort i Kina. Den ligger i provinsen Jiangxi, i den sydöstra delen av landet, omkring 88 kilometer norr om provinshuvudstaden Nanchang. Antalet invånare är 23 815. Befolkningen består av 11 578 kvinnor och 12 237 män. Barn under 15 år utgör 23,0 %, vuxna 15-64 år 70 %, och äldre över 65 år 6,0 %.
Runt Zuoli är det tätbefolkat, med 530 invånare per kvadratkilometer. Närmaste större samhälle är Wangdun, 11,5 km sydost om Zuoli. Trakten runt Zuoli består till största delen av jordbruksmark.
Genomsnittlig årsnederbörd är 2 294 millimeter. Den regnigaste månaden är maj, med i genomsnitt 338 mm nederbörd, och den torraste är januari, med 74 mm nederbörd.